# Роберт Гут
Роберт Гут (нім. Robert Huth, нар. 18 серпня 1984, Східний Берлін) — німецький футболіст, що грав на позиції захисника за низку англійських клубних команд. У складі національної збірної Німеччини — бронзовий призер чемпіонату світу 2006 року.

## Клубна кар'єра
Народився у районі Бісдорф Східного Берліна, де і розпочав навчання футболу у місцевому клубі «Фортуна» (Біздорф), а 2006 року перейшов в академію клубу «Уніон» (Берлін). 2001 року перейшов в академію англійського «Челсі».
Гут дебютував за першу команду «Челсі» в сезоні 2001–2002 англійської Прем'єр-ліги, вийшовши на заміну в матчі, програному «Астон Віллі» з рахунком 3:1. З 2001 по 2005 року Роберт був гравцем першого резерву, іноді замінюючи Джона Террі, Марселя Десаї та Вільяма Галласа.
До початку сезону 2005–2006 сезону, шанси Гута стати гравцем основного складу були невеликі, оскільки на його позицію претендувало ще три інших гравця світового класу: Джон Террі, Вільям Галлас та Рікарду Карвалью. Трьох цих гравців Жозе Моурінью, що зайняв пост головного тренера після Клаудіо Раньєрі влітку 2004 року, випускав на поле набагато частіше, ніж німця. Незважаючи на це, португальський наставник не дав відбутися влітку 2005 року переходу Гута до складу чемпіона Німеччини — мюнхенської «Баварії».
13 липня 2006 року раніше обговорений перехід Гута в клуб Прем'єр-ліги «Мідлсбро» зірвався на стадії медичної комісії. Клуб продовжував стежити за німцем, і 31 серпня того ж року керівництво «Мідлсбро» заявило про підписання контракту з гравцем терміном на 5 років за 6 000 000 [[фунт стерлінгів. Щоправда, і в новому клубі Роберт не зміг стати основним захисником, чому завадили часті травми німця.

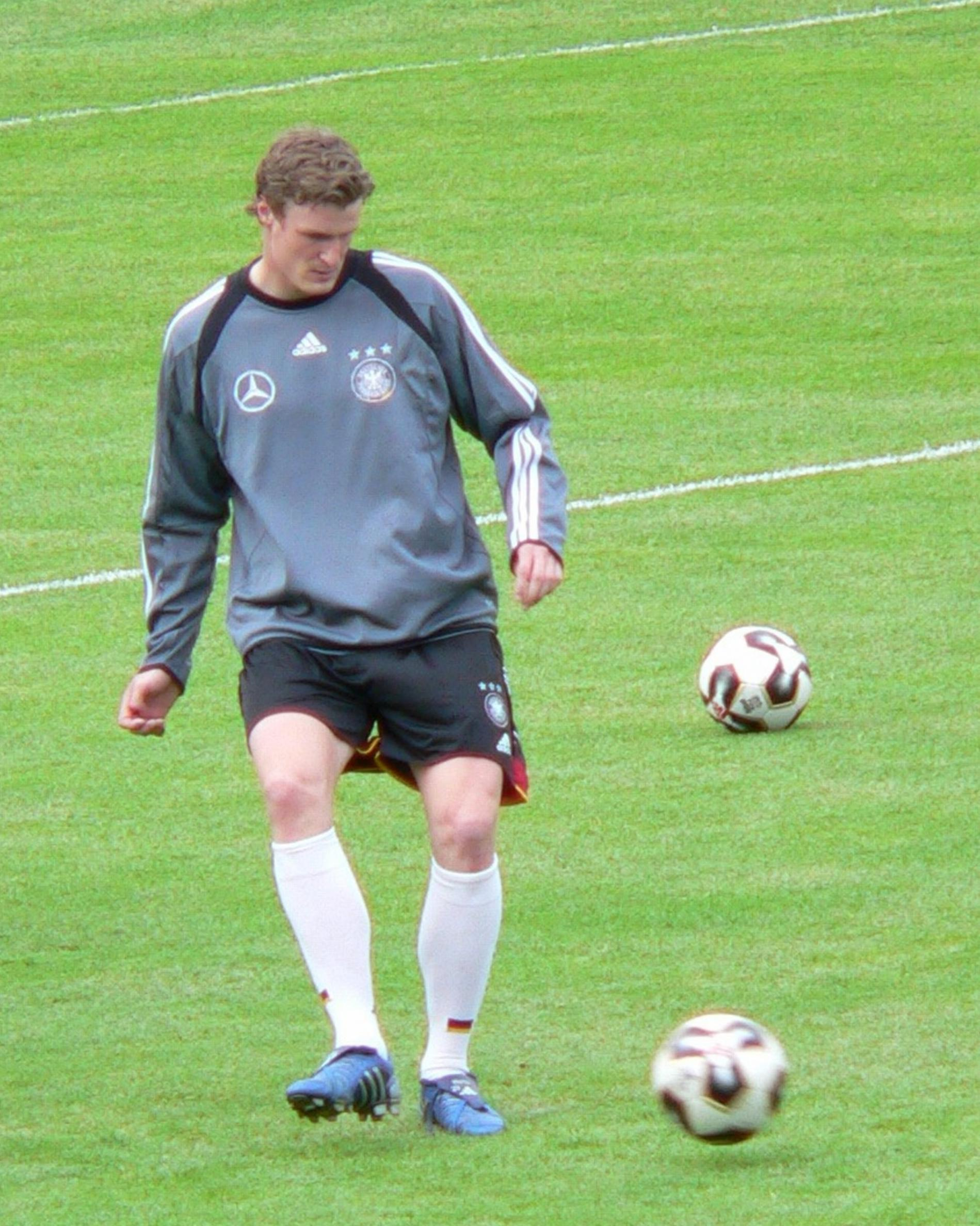
Роберт Гут у складі збірної Німеччини (2005)

Влітку 2009 року «Мідлсбро» вилетіло з Прем'єр-ліги і вже 27 серпня того ж року Гут на 5 млн £ перейшов у «Сток Сіті», де відразу став основним центральним захисником команди. За п'ять з половиною сезонів відіграв за команду з міста Сток-он-Трент 18 матчів в усіх турнірах, забивши 18 голів.
2 лютого 2015 року на умовах оренди до кінця сезону 2014/15 перейшов до «Лестер Сіті». Після завершення терміну оренди 24 червня 2015 року уклав з «Лестером» повноцінний трирічний контракт. В сезоні 2015/16 був основним захисником команди, яка сенсаційно стала переможцем англійської Прем'єр-ліги. Згодом ще протягом сезону був ключовою фігурою у захисті «Лестера», а сезон 2017/18 був змушений пропустити через травми. Влітку 2018 року його контракт з клубом закінчився, а на початку 2019 року гравець офіційно оголосив про завершення ігрової кар'єри.

## Виступи за збірні
Першим великим турніром на рівні збірних команд для Гута став молодіжний чемпіонат світу 2003.
За першу збірну Німеччин Гут дебютував у день свого двадцятиріччя, вийшовши на заміну на 86-й хвилині замість Андреаса Хінкеля. Це сталося в Відні, коли збірна Німеччини в товариському матчі переграла Австрію — 3:1.
На домашньому кубку конфедерацій 2005 року Роберт разом з Пером Мертезакером становив уже основну пару захисників. Свій перший гол за збірну Гут забив на цьому турнірі, 29 червня 2005 року, в матчі за третє місце, який був виграний у збірної Мексики з рахунком 3:4 у додатковий час. Другий свій гол за Німеччину Гут забив у кошмарному для німців матчі, коли вони поступилися незадовго до початку домашньої світової першості, 1 березня 2006 року у Флоренції італійцям — 1:4.
Під час чемпіонату світу Гут втратив своє місце Крістофу Метцельдеру як партнер Мертезакера після кількох помилок в обороні в матчах перед турніром, через що зіграв на турнірі лише в одній грі — в останньому матчі групового етапу проти збірної Еквадору.
Після «мундіалю» випав з обойми гравців збірної і в майбутньому рідко викликався до лав «бундестіму». Загалом провів у формі головної команди країни 19 матчів, забивши 2 голи.
| Дата       | Місто              | Господарі         | Результат  | Гості      | Турнір             | Голи | Примітки |
| ---------- | ------------------ | ----------------- | ---------- | ---------- | ------------------ | ---- | -------- |
| 18-8-2004  | Відень             | Австрія           | 1 – 3      | Німеччина  | товариський матч   | -    |          |
| 8-9-2004   | Берлін             | Німеччина         | 1 – 1      | Бразилія   | товариський матч   | -    |          |
| 9-10-2004  | Тегеран            | Іран              | 0 – 2      | Німеччина  | товариський матч   | -    |          |
| 17-11-2004 | Лейпциг            | Німеччина         | 3 – 0      | Камерун    | товариський матч   | -    |          |
| 26-3-2005  | Целє (місто)       | Словенія          | 0 – 1      | Німеччина  | товариський матч   | -    |          |
| 4-6-2005   | Белфаст            | Північна Ірландія | 1 – 4      | Німеччина  | товариський матч   | -    | RK       |
| 15-6-2005  | Франкфурт-на-Майні | Німеччина         | 4 – 3      | Австралія  | Кубок Конфедерацій | -    |          |
| 18-6-2005  | Кельн              | Туніс             | 0 – 3      | Німеччина  | Кубок Конфедерацій | -    |          |
| 21-6-2005  | Нюрнберг           | Аргентина         | 2 – 2      | Німеччина  | Кубок Конфедерацій | -    |          |
| 25-6-2005  | Нюрнберг           | Німеччина         | 2 – 3      | Бразилія   | Кубок Конфедерацій | -    |          |
| 29-6-2005  | Лейпциг            | Німеччина         | 4 – 3 д.ч. | Мексика    | Кубок Конфедерацій | 1    |          |
| 17-8-2005  | Роттердам          | Нідерланди        | 2 – 2      | Німеччина  | товариський матч   | -    |          |
| 12-10-2005 | Гамбург            | Німеччина         | 1 – 0      | КНР        | товариський матч   | -    |          |
| 12-11-2005 | Париж              | Франція           | 0 – 0      | Німеччина  | товариський матч   | -    |          |
| 1-3-2006   | Флоренція          | Італія            | 4 – 1      | Німеччина  | товариський матч   | 1    |          |
| 27-5-2006  | Фрайбург           | Німеччина         | 7 – 0      | Люксембург | товариський матч   | -    |          |
| 20-6-2006  | Берлін             | Еквадор           | 0 – 3      | Німеччина  | ЧС 2006 - 1-й етап | -    |          |
| 29-5-2009  | Шанхай             | КНР               | 1 – 1      | Німеччина  | товариський матч   | -    |          |
| 2-6-2009   | Дубай (місто)      | ОАЕ               | 2 – 7      | Німеччина  | товариський матч   | -    |          |
| Усього     |                    | Матчів            | 19         |            | Голів              | 2    |          |

## Досягнення
- Чемпіон Англії:

«Челсі»: 2004-05, 2005-06
«Лестер Сіті»: 2015-16
- Володар Кубка Футбольної ліги:

«Челсі»: 2004-05
- Володар Суперкубка Англії з футболу:

«Челсі»: 2005
- Бронзовий призер чемпіонату світу: 2006

### Індивідуальні
- Гравець року в «Сток Сіті»: 2011